# Eothenomys melanogaster
Eothenomys melanogaster är en däggdjursart som först beskrevs av Milne-Edwards 1871. Eothenomys melanogaster ingår i släktet Eothenomys och familjen hamsterartade gnagare. Internationella naturvårdsunionen kategoriserar arten globalt som livskraftig. Inga underarter finns listade i Catalogue of Life.
Arten blir 90 till 100 mm lång (huvud och bål) och har en 21 till 42 mm lång svans. Bakfötterna är 15 till 17 mm långa och öronen är 11 till 14 mm stora. Ovansidan är täckt av mörkbrun till svartbrun päls och undersidans hår är grå. Ibland förekommer en ljusbrun eller brun skugga på buken.
Denna gnagare förekommer i centrala och sydöstra Kina samt i angränsande områden av Myanmar och Vietnam. Dessutom finns avskilda populationer på Taiwan och i nordvästra Thailand. Arten vistas i kulliga områden och i bergstrakter mellan 700 och 3000 meter över havet. Habitatet utgörs av tempererade städsegröna skogar och av fuktig varma bergsskogar. Eothenomys melanogaster besöker även jordbruksmark och ängar som ligger nära skogar.
Eothenomys melanogaster gräver bon vid vattendragens strandlinjer.